# Musée d'Art contemporain (Bâle)
Le musée d’art contemporain de Bâle, appelé Museum für Gegenwartskunst en allemand, est un musée d'art contemporain situé dans la ville de Bâle, en Suisse.

## Historique
Le musée a été inauguré en 1980 comme premier bâtiment d’exposition public en Europe exclusivement consacré à la production et à la pratique d’art des années 1960[réf. nécessaire]. Outre les médias classiques tels que peinture et arts plastiques, le musée collectionne également des œuvres d’art vidéo. Il présente en particulier des créations de Joseph Beuys, Bruce Nauman, Rosemarie Trockel, Jeff Wall, ainsi que l’art américain actuel (Robert Gober, Elizabeth Peyton, Matthew Barney). Les œuvres non exposées de la Fondation Emanuel Hoffmann sont conservées depuis 2003 au Schaulager à Münchenstein.